# Dekanija Braslovče
Dekanija Braslovče je bila rimskokatoliška dekanija Savinjsko-šaleškega naddekanata Škofije Celje. Ukinjena je bila 1. septembra 2021 ob reorganizaciji naddekanatov in dekanij, pri čemer je bila z Dekanijo Žalec združena v novo Dekanijo Žalec - Braslovče.

## Zgodovina
Predhodnik Dekanije Braslovče je bila Savinjska dekanija, ki je večkrat imela sedež v Braslovčah. Pred letom 1833 je Dekanija Braslovče obsegala celotno staro župnijo Braslovče, tj. prafaro Braslovče, s poznejšimi župnijami Gomilsko, Vransko, Motnik, Sveti Jurij ob Taboru, Prebold, Marija Reka, Griže in Trbovlje. Po letu 1833 so župnijo Griže priključili Dekaniji Celje, Motnik pa Dekaniji Kamnik, in s 1. januarjem leta 1860 so župnijo Trbovlje priključili k Dekaniji Laško. Župnija Šmartno ob Paki je bila najprej vključena v župnijo Žalec, in nato leta 1816 župnija Sv. Andraž nad Polzelo pod Dekanijo Celje.

## Župnije
1. Župnija Braslovče
2. Župnija Gomilsko
3. Župnija Marija Reka
4. Župnija Prebold
5. Župnija Sv. Andraž nad Polzelo
6. Župnija Sv. Jurij ob Taboru
7. Župnija Šmartno ob Paki
8. Župnija Vransko